# Tomozuru
Tomozuru (ともづる, トモヅル) – japoński torpedowiec typu Chidori z okresu międzywojennego i II wojny światowej, słynny z powodu swojej katastrofy w 1934, która wywarła istotny wpływ na japońskie budownictwo okrętowe.

## Budowa
Cztery okręty typu Chidori były pierwszymi japońskimi torpedowcami zbudowanymi po przyjęciu przez Japonię rozbrojeniowego traktatu londyńskiego z 1930 roku, w ramach 1. Programu Uzupełnień z 1931. Przy niewielkiej wyporności standardowej – poniżej 600 ton, miały one nieść możliwie najsilniejsze uzbrojenie. Początkowo zostały one uzbrojone w 3 działa kalibru 127 mm w dwudziałowej wieży na rufie i jednodziałowej na dziobie, działko plot 40 mm i dwie podwójne wyrzutnie torped 533 mm, co niewiele ustępowało uzbrojeniu mniejszych niszczycieli.
Stępkę pod budowę "Tomozuru" położono 11 listopada 1932 w stoczni w Maizuru, wodowano go 1 października 1933, a wszedł do służby 24 lutego 1934 (w niektórych publikacjach typ Chidori nazywany jest błędnie typem "Tomozuru", mimo że jego budowę rozpoczęto ponad rok po głównym okręcie "Chidori").

## Wypadek i przebudowa
Po wejściu do służby "Tomozuru" został przydzielony do 21. Sekcji Torpedowców (Suiraitai), w składzie Dywizjonu Straży bazy w Sasebo. Wkrótce potem 6 marca 1934 wziął udział w manewrach floty, wraz z bliźniaczym "Chidori". Podczas nich, 12 marca 1934, ok. 3.58, ćwicząc nocny atak torpedowy w sztormowej pogodzie na krążownik "Tatsuta", uderzony falą "Tomozuru" przewrócił się przez burtę i wywrócił do góry dnem, w rejonie pozycji 33°55′N 129°30′E/33,916667 129,500000. Pozostał wpół zatopiony na wodzie, dnem do góry. W dzień ok. 14.05 odnalazł go krążownik "Tatsuta". Udało się następnie odholować go za śruby do Sasebo. Został później odwrócony do normalnego położenia i odremontowany. W wypadku zginęło 100 ludzi załogi wraz z dowódcą kpt. mar. Iwase Okuitsu; zdołano wydobyć żywych tylko 13 ludzi
Ponieważ dochodzenie wykazało, że przyczyną wywrócenia się torpedowca była zbyt mała stateczność, z powodu lekkiej konstrukcji i umieszczenia wysoko dużych mas, w sierpniu-grudniu 1936 "Tomozuru" wraz z pozostałymi okrętami typu został przebudowany w stoczni w Maizuru w celu poprawienia ich stateczności. Usunięto drugą wyrzutnię torped, a dotychczasowe działa 127 mm zamieniono na trzy lżejsze pojedyncze stanowiska dział 120 mm, z tego jedno zamontowane na miejscu wyrzutni torped. Zdjęto też działko plot 40 mm i obniżono nadbudówkę dziobową o jedno piętro. Zmniejszeniu uległa przy tym prędkość, z 30 do 28 węzłów. Okręty faktycznie stały się eskortowcami (więcej w artykule głównym o typie Chidori).

## Dalsza służba i modernizacje
Torpedowiec "Tomozuru" wziął udział w II wojnie światowej. W 1942 zmodernizowano go wraz z pozostałymi okrętami typu, zdejmując rufowe działo 120 mm, w zamian dodając 10 działek przeciwlotniczych 25 mm Typu 96 i zwiększając liczbę miotaczy bomb głębinowych z 2 do 6.

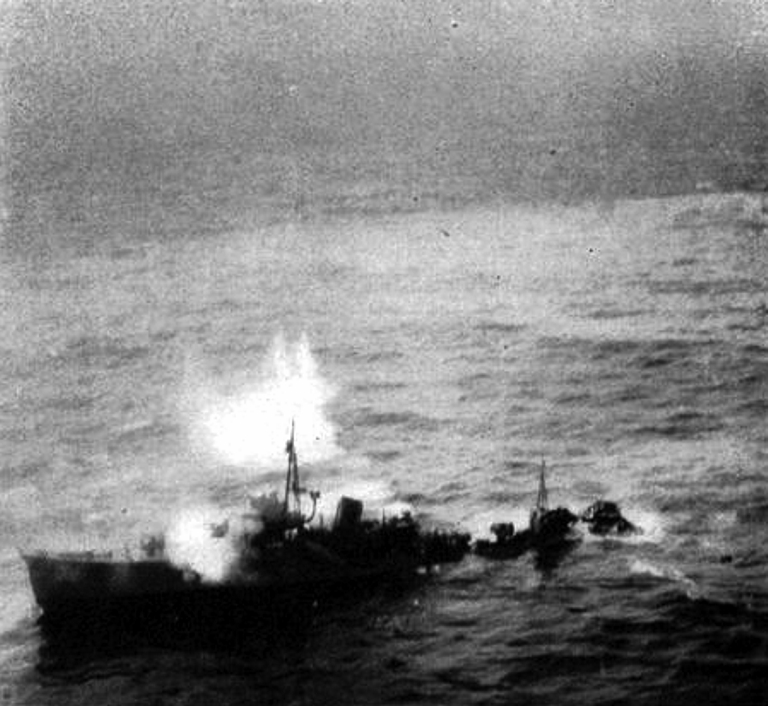
Tonący "Tomozuru", 24 marca 1945

"Tomozuru" służył głównie do zadań eskortowania konwojów i początkowo sił inwazyjnych, m.in. na wodach Indonezji, Nowej Gwinei, Filipin, Chin. 6 stycznia 1943 został uszkodzony przez lotnictwo i unieruchomiony koło wysp Kai, następnie odholowany i naprawiany w Ambon i Surabai do maja. 27 listopada 1943 został lekko uszkodzony przez lotnictwo koło Xiamen w Chinach, ponownie 1 marca 1945 koło wyspy Amami Ōshima (samoloty zespołu TF 38). 24 marca 1945 "Tomozuru" został zatopiony przez amerykańskie lotnictwo pokładowe zespołu TF 58 eskortując konwój w odległości 230 mil na południowy wschód od Szanghaju (na pozycji 28°25′00″N 124°32′00″E/28,416667 124,533333).

## Dane techniczne
- wyporność:
  - standardowa: 600 t (535 t przed przebudową)
  - pełna: 815 t (737 t przed przebudową)
- wymiary:
  - długość: 82 m
  - szerokość: 7,4 m
  - zanurzenie: 2,5 m
- napęd: 2 turbiny parowe o mocy łącznej 11 000 KM, 2 kotły parowe, 2 śruby
- prędkość maksymalna: 28 w.
- zasięg: 9000 mil morskich przy prędkości 10 w.
- zapas paliwa: 150 t. (mazut)
- załoga: 113

Uzbrojenie:
- 1934-1935:
  - 3 działa 127 mm (1xII, 1xI). Długość lufy – L/50 kalibrów
  - 1 działko przeciwlotnicze 40 mm
  - 4 wyrzutnie torpedowe 533 mm (2xII)
  - 2 miotacze bomb głębinowych

- 1936-1941:
  - 3 działa 120 mm (3xI). Długość lufy – L/45 kalibrów
  - 1 karabin maszynowy 7,7 mm
  - 2 wyrzutnie torpedowe 533 mm (1xII)
  - 2 miotacze bomb głębinowych

- od 1942:
  - 2 działa 120 mm (2xI)
  - 10 działek przeciwlotniczych 25 mm Typu 96
  - 2 wyrzutnie torpedowe 533 mm (1xII)
  - 6 miotaczy bomb głębinowych (48 bomb głębinowych)